# بیهلگوهر-بیهلن
بیهلگوهر-بیهلن (به آلمانی: Byhleguhre-Byhlen) یک شهر در آلمان است که در دامه-اشپریوالد واقع شده‌است. بیهلگوهر-بیهلن ۸۴۵ نفر جمعیت دارد.